# Júdži Takada (zápasník)
Júdži Takada (japonsky 高田 裕司 Takada Júdži; * 2. února 1954 Óta, Japonsko) je bývalý japonský zápasník, volnostylař.
V roce 1976 na olympijských hrách v Montréalu v kategorii do 52 kg vybojoval zlatou a v roce 1984 na hrách v Los Angeles ve stejné kategorii bronzovou medaili.
Na mistrovství světa vybojoval v roce 1974, 1975 a 1977 zlatou a v roce 1973 bronzovou medaili. V roce 1978 obsadil páté a v roce 1990 osmé místo. V roce 1978 vyhrál a v roce 1974 vybojoval druhé místo na Asijských hrách.